# NGC 3233
NGC 3233 (również PGC 30336) – galaktyka spiralna z poprzeczką (SB0-a), znajdująca się w gwiazdozbiorze Hydry. Odkrył ją w 1886 roku Ormond Stone.